# Agave ehrenbergii
Agave ehrenbergii är en sparrisväxtart som beskrevs av Georg Albano von Jacobi. Agave ehrenbergii ingår i släktet Agave och familjen sparrisväxter. Inga underarter finns listade i Catalogue of Life.